# رخصة القيادة السعودية

الواجهة الأمامية لرخصة القيادة السعودية.

الواجهة الخلفية لرخصة القيادة السعودية.

رخصة السياقة السعودية (بالإنجليزية: Saudi Driving License)‏؛ هي وثيقة رسمية تسمح لحاملها القيادة في المملكة العربية السعودية ودول مجلس التعاون وبعض دول العالم.

## رسوم استخراج الرخص بأنواعها[1]
| فئة الرخصة                   | رسم الرخصة السنوي | رسم التجديد السنوي | رسم التالف والمفقود |
| رخصة قيادة خاصة              | 40 ريال           | 40 ريال            | 100 ريال            |
| رخصة قيادة عامة              | 40 ريال           | 40 ريال            | 100 ريال            |
| رخصة قيادة مركبات أشغال عامة | 100 ريال          | 100 ريال           | 100 ريال            |
| رخصة قيادة دراجة آلية        | 20 ريالا          | 20 ريالا           | 100 ريال            |
| تصريح قيادة مؤقت             | 100 ريال          | --                 | 100 ريال            |

## رسوم الدراسة في مدارس تعليم القيادة
• رسم التحاق لدورة طالبي رخص القيادة الخصوصي للمنتظم 435 ريال.
• رسم التحاق لدورة رخص القيادة العمومي من منسوبي المؤسسات أو الشركات التي لديها برنامج معتمد لتعليم قيادة السيارات ولطالبي رخص القيادة العمومي من حاملي رخص القيادة الخصوصي سارية المفعول والتي مضى عليها مدة لا تقل عن سنتين 435 ريال.
• رسم التحاق لدورة رخص القيادة العمومي ممن لا يدخلون ضمن ما سبق 560 ريال.
• رسم التحاق بدورة خصوصي منتسب 100 ريال.

## إجراءات إصدار رخصة قيادة خاصة (سعوديين)
شروط ومتطلبات:
- أن يكون المتقدم 18 عاماً فما فوق
- إجراء الكشف الطبي
- إحضار صورة من بطاقة الهوية الوطنية للمواطن
- إحضار 6 صور شمسية مقاس 4×6 سم
- دفع الرسوم المقررة
- إحضار ملف لحفظ الأوراق

## إجراءات إصدار رخصة قيادة عمومي (سعوديين)
- أن يكون المتقدم 21 عامًا فما فوق
- أن تكون مهنة المتقدم: متسبب أو موظف أهلي أو موظف حكومي، تستلزم وظيفته حصوله على رخصة قيادة عامة
- إجراء الكشف الطبي
- إحضار 6 صور شمسية مقاس 4×6 سم
- إحضار صورة من دفتر العائلة أو تقرير من الأحوال المدنية يوضح المهنة إن كان المتقدم أعزب
- إرفاق شهادة خلو السوابق
- سداد الرسوم المقررة
- إحضار ملف لحفظ الأوراق
- إحضار خطاب من المرجع إذا كان المتقدم موظف حكومي[2]

## إجراءات إصدار تصريح قيادة خاص مؤقت
- شروط ومتطلبات:
  - أن يكون عمر المتقدم 17 عاماً فما فوق.
  - إجراء الكشف الطبي.
  - إحضار 6 صور شمسية مقاس 4×6 سم.
  - إحضارصورة من البطاقة الشخصية للسعوديين.
  - إحضار صورة من جواز السفر لمواطني دول مجلس التعاون الخليجي.
  - إرفاق خطاب بموافقة ولي الأمر أو الكفيل.
  - إحضار ملف لحفظ الأوراق.